# Furnas (vulkaan)
Furnas is een vulkaan op het eiland São Miguel dat behoort tot de Azoren, politiek gezien onderdeel van Portugal. De 805 meter hoge stratovulkaan barstte voor het laatst uit in 1630. De laatste uitbarsting veroorzaakte de afzetting van grote hoeveelheden puimsteen, modderstromen en lahars. Er vielen ruim 200 doden. 
In de Furnas bevindt zich het kratermeer Lagoa das Furnas.